# المجد العلمية
قناة المجد العلمية هي إحدى قنوات شبكة المجد الفضائية، تقوم بتعليم العلوم الشرعية إلكترونياً وعلى الهواء مباشرة من خلال برنامج الأكاديمية الإسلامية المفتوحة الذي يعتمد منهج الفصول الدراسية والمستويات ويبث محاضرتين كل يوم مدة المحاضرة قريب من الساعتين. الطلاب يدخلون من خلال موقع الأكاديمية الإسلامية المفتوحة إلى قاعة المحاضرات ويستمعون إلى الشيخ المحاضر على الهواء مباشرة (بالإضافة إلى مشاهدته على القناة) ويمكنهم سؤاله أو الإجابة على أسئلته مباشرة وبعد إنتها الفصل الدراسي يقوم المحاضرون في الأكاديمية باختبار كافة الطلاب ثم تصحيح الإجابات وإعطاء الدرجة. وصل عدد المشتركين في الأكاديمية الإسلامية المفتوحة في شهرها الأول أكثر من 17,000 (سبعة عشر ألفاً).
كما تقدم القناة -إضافةً إلى الأكاديمية الإسلامية برامج تثقيفية في موسم الحج، ويتوقف بث القناة أثناء العيدين.
والقناة تبث على قمر Arabsat2B كما تبث على جهاز استقبال المجد.